# Покровский, Дмитрий Викторович
Дми́трий Ви́кторович Покро́вский (3 мая 1944, Москва — 29 июня 1996, там же) — советский музыкант, композитор, артист, педагог, исследователь и исполнитель русского фольклора, лауреат Государственной премии СССР (1988), председатель Российской секции международной фольклорной организации ЮНЕСКО.

## Биография

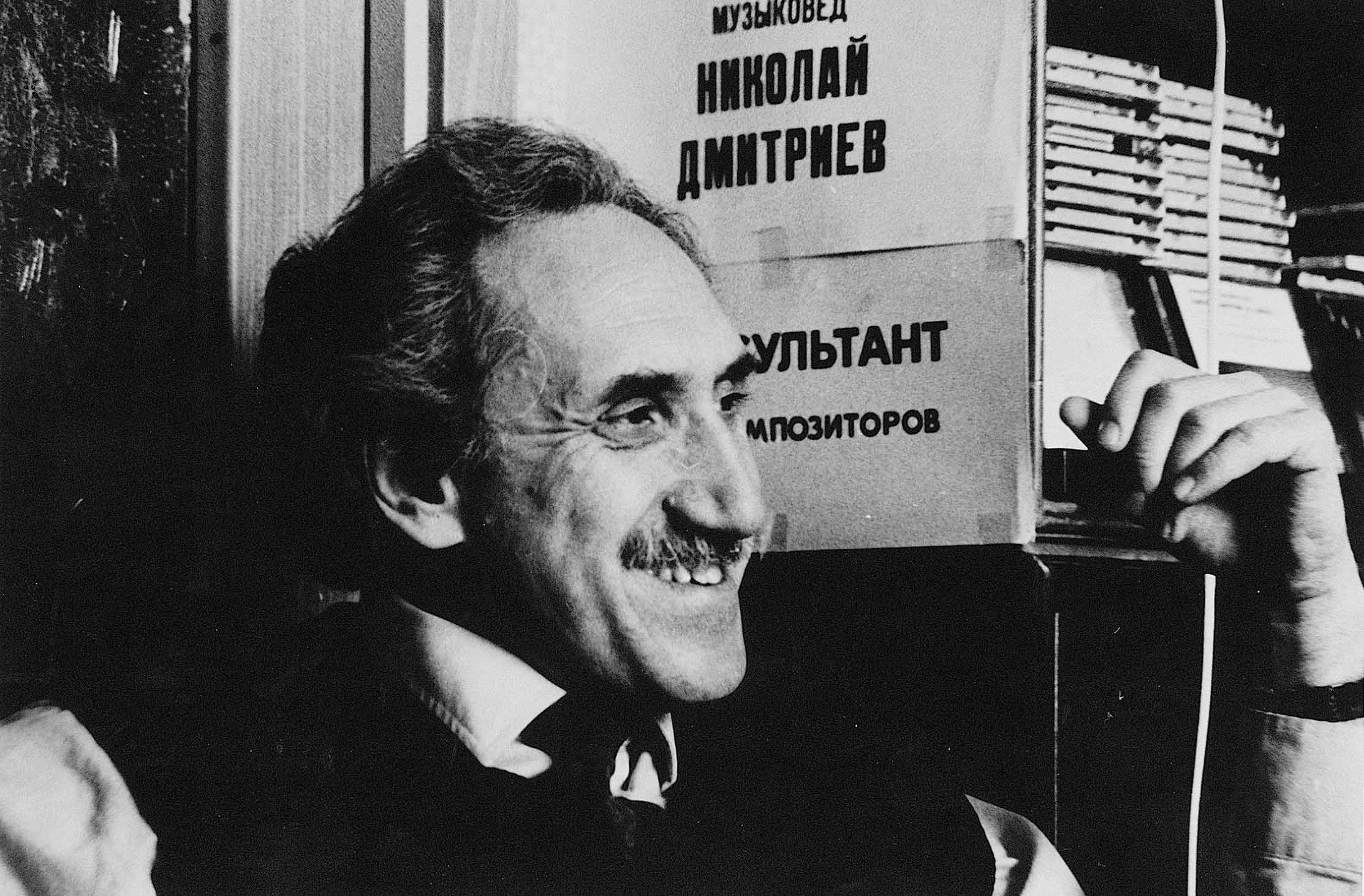
Дмитрий Покровский, 1989

Дмитрий Викторович Покровский родился 3 мая 1944 года в Москве. Отец — Николай Викулович Кулаков (1905—1992), мать — Нина Рафаиловна Буданова (р. 1923). Отчество он получил от своего первого отчима, фамилию же взял бабушкину.
В 1965 году окончил Московское среднее музыкальное училище им. Октябрьской революции по отделению народных инструментов (специальность «артист оркестра, исполнение на балалайке», класс проф. П. И. Нечепоренко). После окончания училища — руководитель секстета балалаек «Лель» при Московской областной филармонии.
В 1972 году окончил Московский государственный музыкально-педагогический институт им. Гнесиных (специальности «солист-балалаечник» (класс проф. А. Б. Позднякова) и «дирижёр оркестра народных инструментов»). Изучал хоровое дирижирование в классе проф. А. А. Юрлова, дирижирование симфоническим оркестром — у проф. Б. Э. Хайкина в Московской государственной консерватории им. П. И. Чайковского. Во время учёбы работал ассистентом дирижёра Оркестра народных инструментов Метростроя.

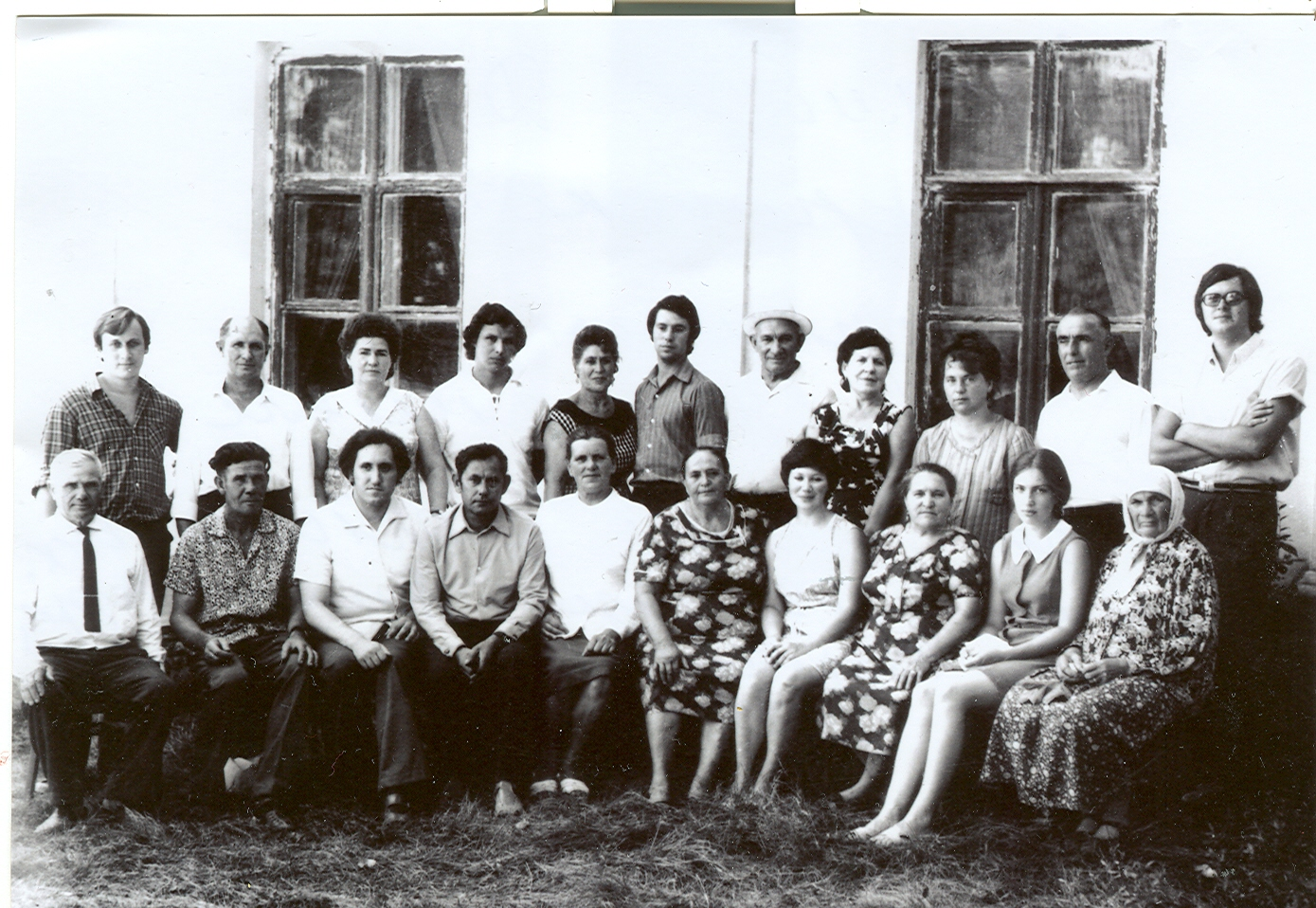
Экспедиция Д. Покровского и его ансамбля на Дон в 1974 году

Первая фольклорная экспедиции на русский Север произвела очень сильное впечатление на Дмитрия Покровского. Здесь он записал много песен, впоследствии вошедших в концертные программы. Здесь же он позже снимался в фильме «Сказы Севера» с местной жительницей Екатериной Зориной, которая несколько лет проработала в его ансамбле.

В 1973 году он создал экспериментальный ансамбль народной музыки при Фольклорной комиссии Союза композиторов СССР, ориентированный на практическое изучение русского аутентичного инструментального и вокального фольклора, который впоследствии стал известен как «Ансамбль Дмитрия Покровского». 

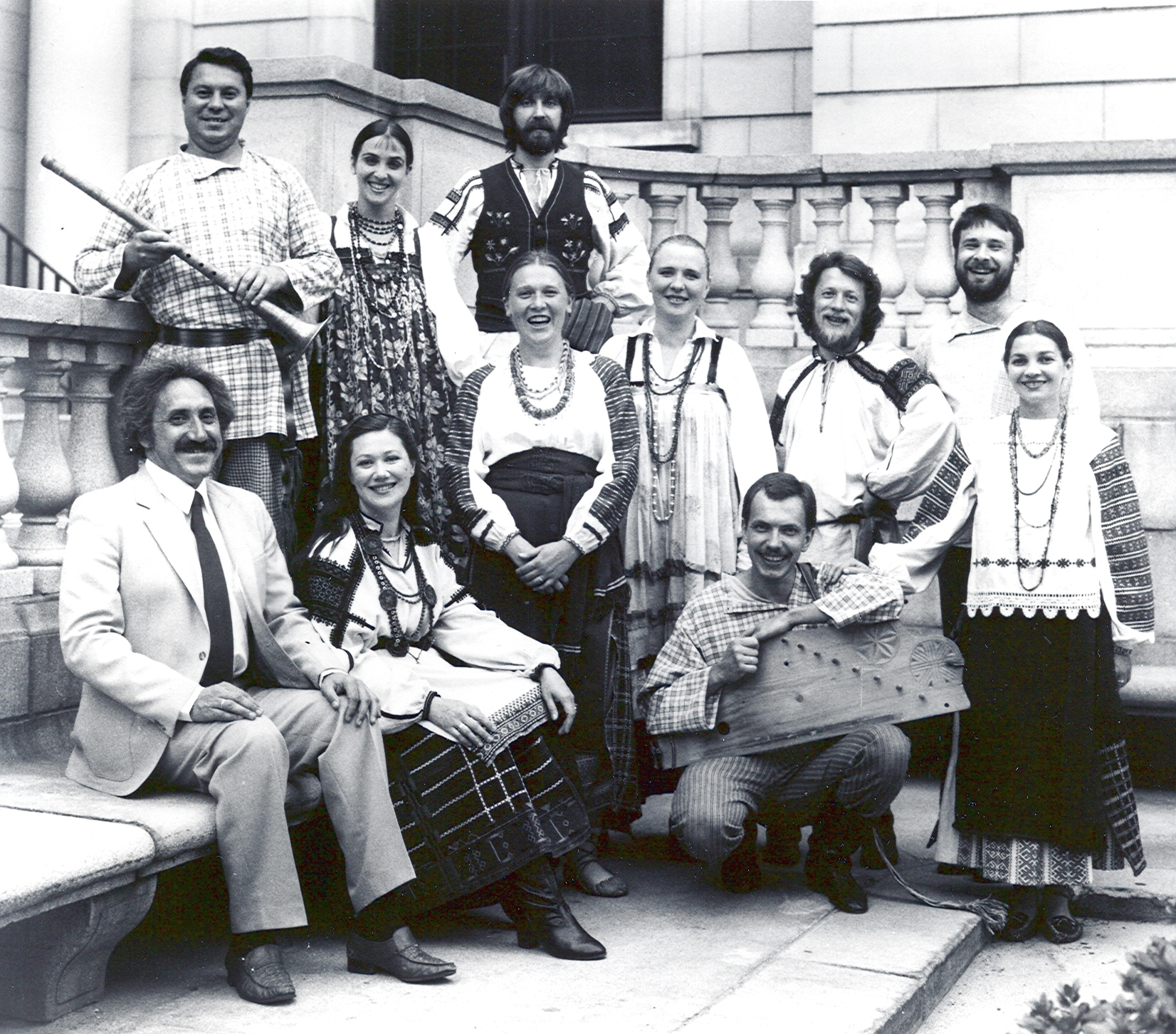
Дмитрий Покровский и его ансамбль, 1988

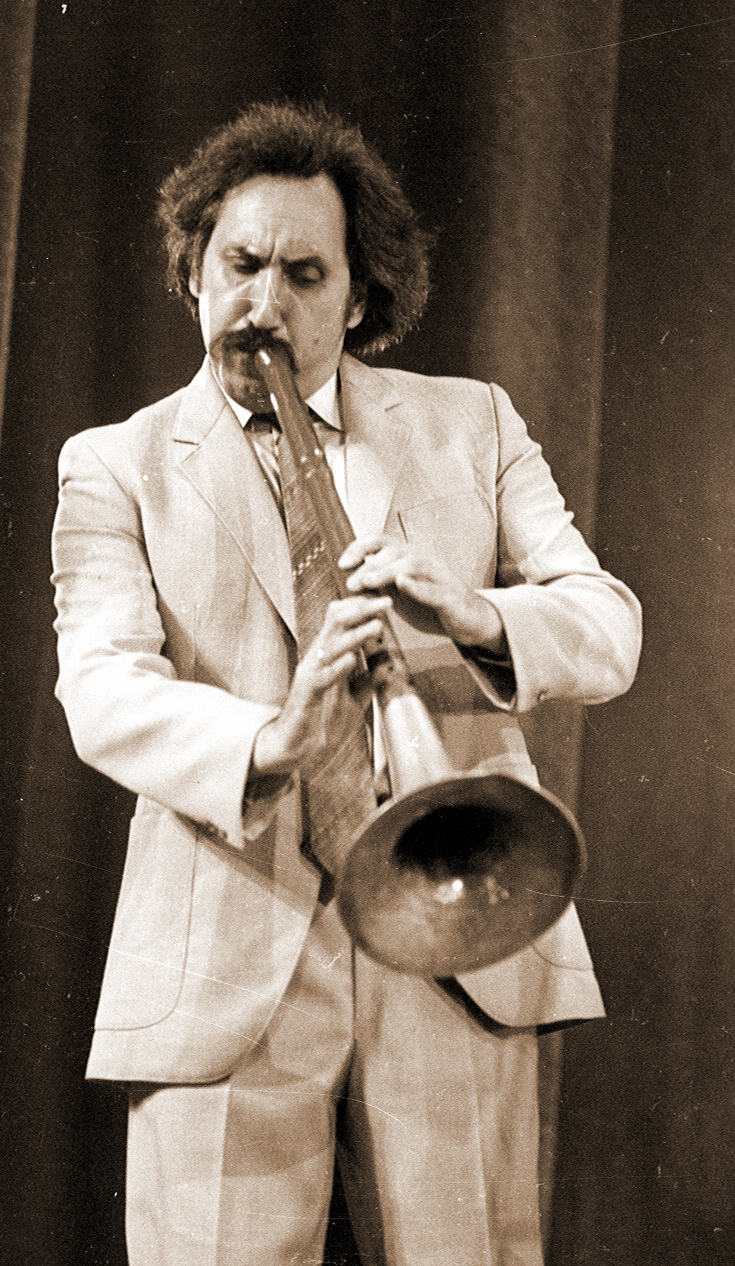
Дмитрий Покровский, 1988

В период с 1973 по 1996 год Покровский вёл активную творческую, научную и общественную деятельность, связанную с русским национальным искусством. В качестве руководителя «Ансамбля Дмитрия Покровского» гастролировал по стране и за рубежом, участвовал в исследовательских фольклорно-этнографических экспедициях. Дмитрий Покровский жил в Москве. Здесь были друзья, коллеги, здесь возникали и реализовывались его многочисленные творческие идеи. Ансамбль Дмитрия Покровского исполнял музыку А. Шнитке, Р. Щедрина, В. Мартынова, А. Батагова, В. Дашкевича и других композиторов.

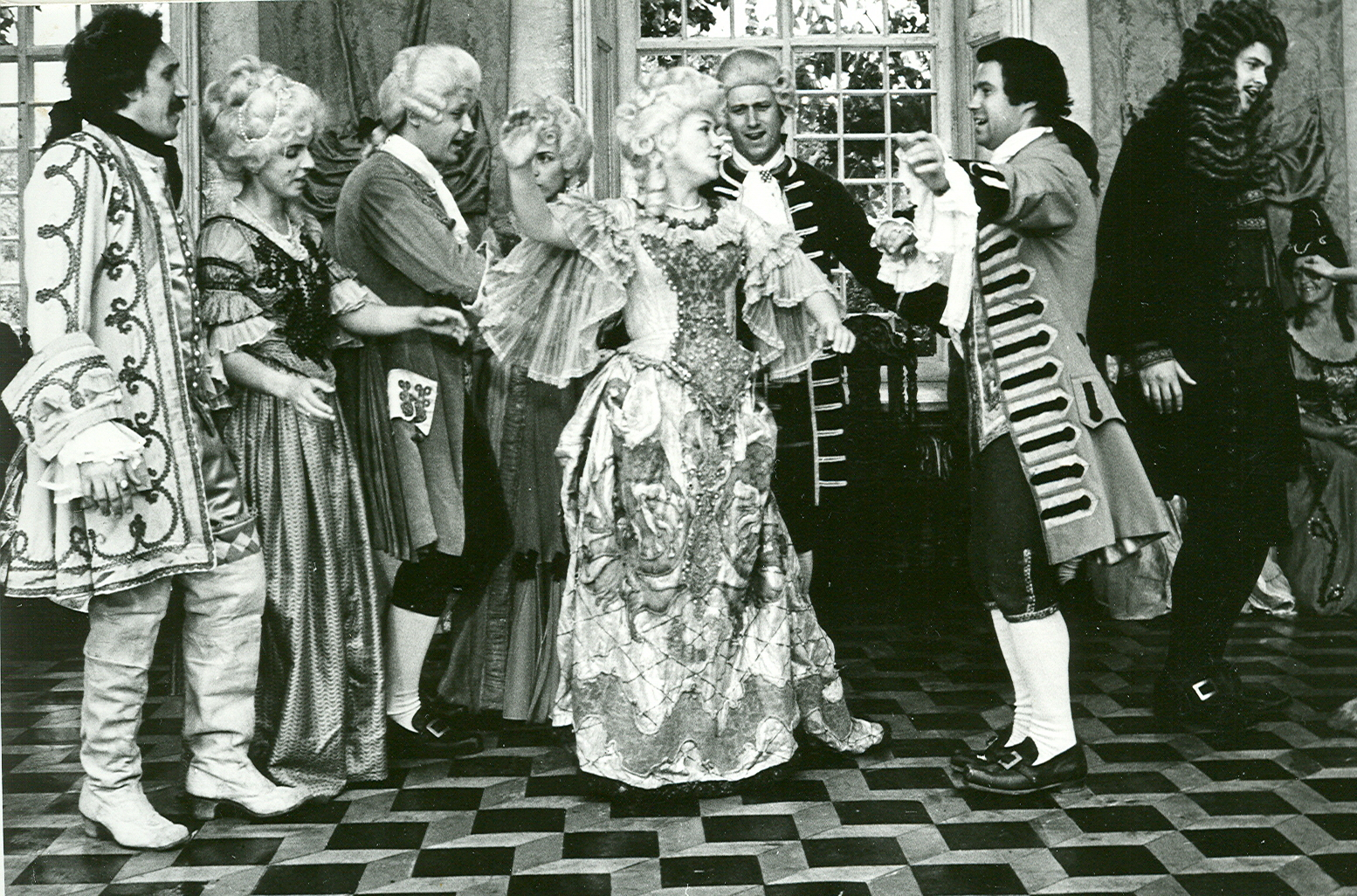
Дм. Покровский и его ансамбль на съёмках фильма И. Поволоцкой «Аленький цветочек», 1977

Первое заметное обращение Дмитрия Покровского и его ансамбля к театру произошло в 1980 году во время работы над спектаклем по пьесе «Правда — хорошо, а счастье лучше» А. Н. Островского в театре им. Моссовета, режиссёром которого был Сергей Юрский. Покровский занимался с артистами и подбирал музыкальный материал, а ансамбль пел в музыкальных эпизодах спектакля. Дмитрий Викторович и его ансамбль сотрудничали со многими московскими режиссёрами театра и кино: Ю. Любимовым, С. Юрским, Н. Михалковым (саундтрек к фильму «Родня», 1981), К. Гинкасом, А. Хржановским, А. Васильевым, М. Левитиным и другими. Покровского связывала творческая дружба с актёрами и музыкантами: А. Демидовой, В. Золотухиным, Ю. Беляевым, О. Янковским, М. Пекарским, С. Никитиным, Е. Камбуровой, А. Козловым. Дмитрий Покровский исполнил важную роль скрипача в фильме М. Швейцера «Крейцерова соната» (1987), вместе со своим ансамблем участвовал в нескольких художественных и документальных фильмах[уточнить], телевизионных программах[уточнить]. Заметным событием стал «Музыкальный ринг» (1987) с участием Дмитрия Покровского и его ансамбля.

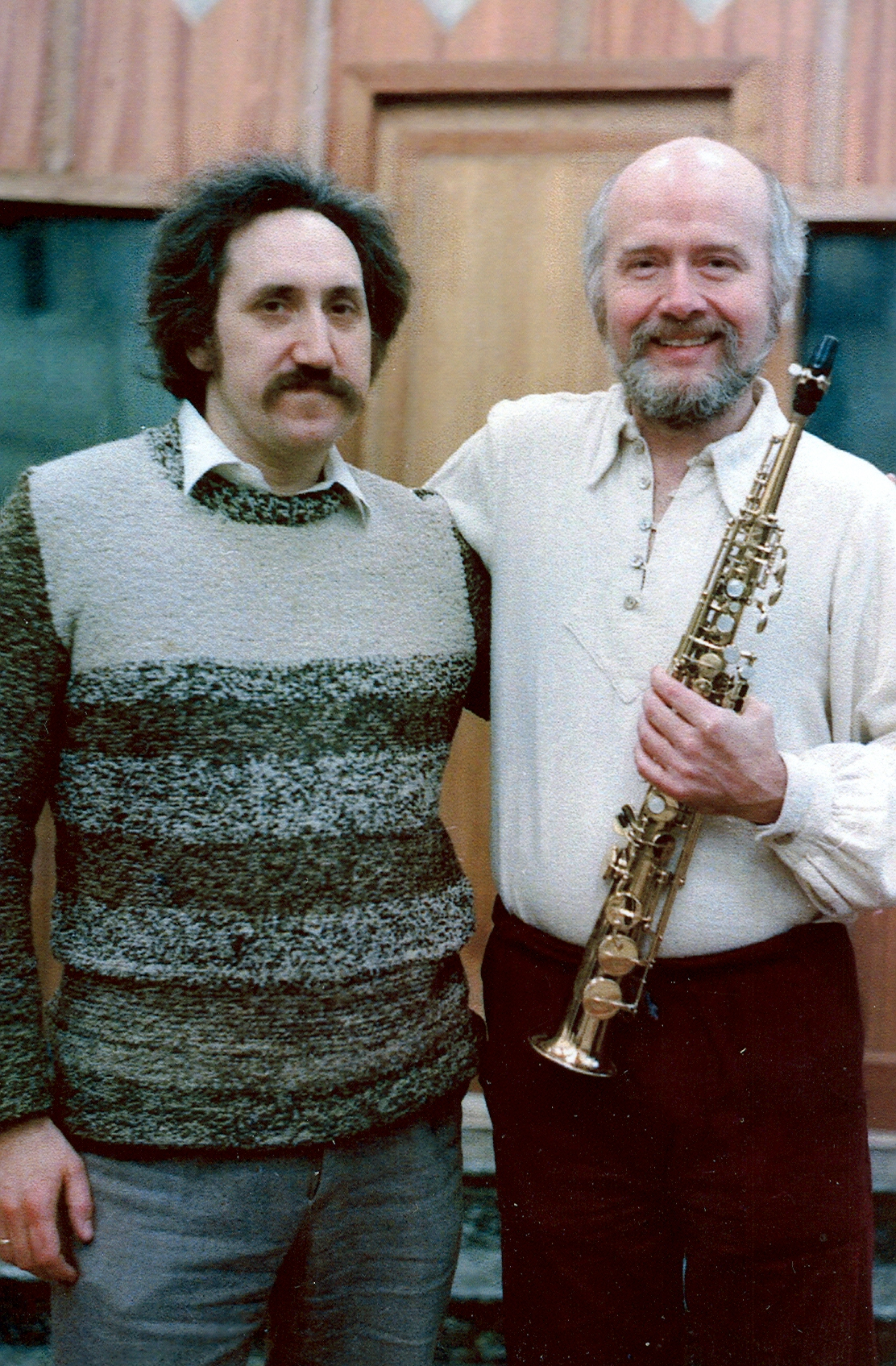
Дмитрий Покровский и Пол Уинтер, 1986

Дмитрий Покровский вдохновил многих молодых музыкантов на создание собственных коллективов, как профессиональных, так и любительских. Среди них ансамбли «Народная опера» (рук. Б. Базуров, Москва), «Сирин» (рук. Андрей Котов, Москва), «Таусень» (Смоленск), «Берегиня», «Казачий круг» (рук. В. Скунцев, Москва), «Народный праздник» и многие другие. Покровский лично работал с новыми коллективами, ставил им концертные программы. Появилось множество фольклорных и фольклорно-этнографических студий, в том числе при МГУ, при фабрике «Дукат», университетах в Миддлбери и Норвиче (США). По модели ансамбля Дмитрия Покровского было создано и существует немало коллективов в России и за рубежом, например, в Японии, Швеции, Болгарии, США и других странах. В поисках путей освоения непривычных для городских жителей аутентичных вокальных технологий точкой отсчёта стал именно ансамбль народной музыки Покровского с его экспедиционной, репетиционной и сценической практикой.
Встреча Дмитрия Покровского в середине 1980-х годов с известнейшим американским джазовым саксофонистом, многократным лауреатом престижной музыкальной премии «Grammy» Полом Уинтером привела к новым экспериментам в области звука. На студии «Мелодия» был записан диск «Пульс земли» — один из интереснейших проектов своего времени в области звукозаписи, положивший начало «русской волне» в направлении World music.

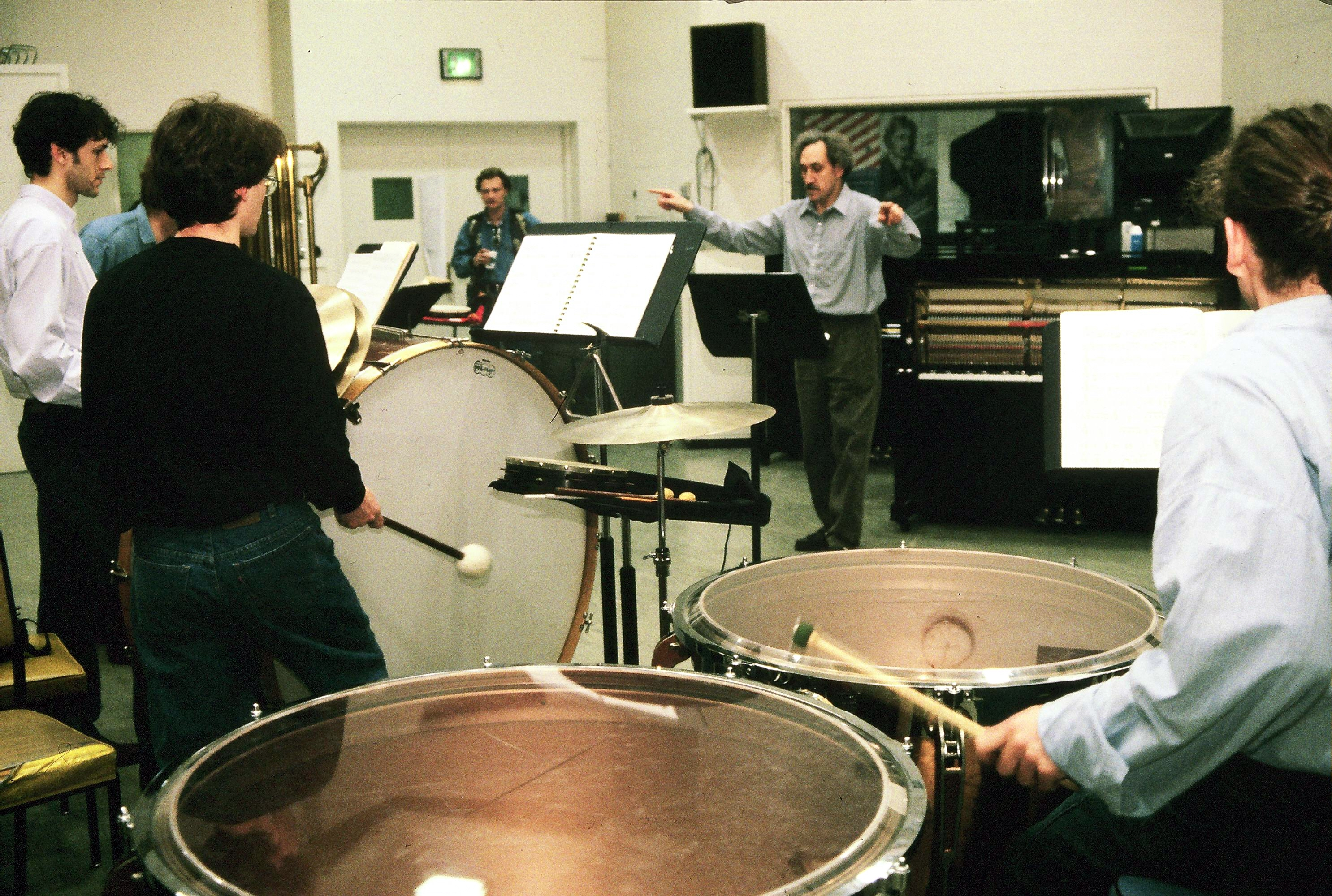
Д. Покровский на репетиции «Свадебки» И. Стравинского в США, 1994

В 1988 году Дмитрий Покровский получил Государственную премию СССР за программу «Композиторы и фольклористы».
По настоянию Родиона Щедрина в 1988 году ансамбль Покровского был включён в программу первого советско-американского фестиваля в Бостоне. С тех пор в Америке Дмитрий Викторович реализовывал многие творческие планы. Это были туры ансамбля с концертами, участие в Рождественском шоу Пола Уинтера, запись дисков, мастер-классы и курс лекций по изучению русской культуры.
В 1994 году Покровским и его ансамблем был сделан новый шаг, перевернувший представление о нём как о фольклористе, а о его коллективе как о чисто фольклорном. В Америке, в Бруклинской Академии Музыки состоялась премьера «Свадебки» Игоря Стравинского — «русских хореографических сцен для солистов, хора, четырёх фортепиано и ударных». Это исполнение и последующий диск стали сенсацией в музыкальном мире. Дмитрия Покровского многие признали тогда человеком, вернувшим Стравинского на Родину. Специально для него стали писать музыку Антон Батагов — «Бобэоби», Владимир Мартынов — «Ночь в Галиции».
Д. В. Покровский собирался воссоздать «Жёлтый звук» (1909) Василия Кандинского, защитить диссертацию, заняться изучением музыкальных компьютеров.

## Смерть
Умер на 53-м году жизни 29 июня 1996 года в доме композитора А. Батагова, к которому спешил, чтобы поделиться очередными музыкальными идеями. В этот день он собрался к нему, но по дороге ему стало плохо. Он всё же добрался до квартиры, позвонил в дверь, вошёл и упал. Причина смерти — обширный инфаркт. Похоронен на Ваганьковском кладбище (24 уч.).

## Личная жизнь
Дочь от брака с Тамарой Ивановной Смысловой (р. 1947) — Надежда Покровская (р. 1972). Дочь от брака с Флорентиной Бадалановой — Цвета Покровская.

## Творчество

### Музыка
С 1956 года играл на балалайке-контрабасе в ансамбле песни и пляски Московского дворца пионеров под руководством В. С. Локтева.
С 1961 по 1965 год играл на балалайке в составе секстета «Лель», позже — являлся руководителем этого коллектива.
В 1973 году основал экспериментальный ансамбль народной музыки (исследовательско-концертная лаборатория для изучения фольклора, «ансамбль-лаборатория») и начал концертную деятельность.
В 1984 г. совместно с А. Г. Шнитке являлся автором музыки к спектаклю «Повелитель мух» по пьесе У. Голдинга в Ленинградском Малом драматическом театре (постановка Л. А. Додина, музыкальный руководитель Д. В. Покровский)
В 1986 г. — первый совместный концерт ансамбля Покровского и американского ансамбля «экологического джаза» Paul Winter Consort в Москве в концертном зале МГУ.
В 1988 г. ансамбль Дмитрия Покровского принял участие в концертной программе советского искусства «Делаем музыку вместе» (Making music together) в Бостоне (США).
В 1988 г. состоялся гастрольный тур ансамбля Дмитрия Покровского с американским саксофонистом П. Уинтером и его ансамблем (Paul Winter Consort) по нескольким штатам США.
С 1990 по 1991 г. под руководством Д. В. Покровского в США вышли диски ансамбля народной музыки «Лица России» (Faces of Russia), «Святой вечер» (Holy evening) и «Дикое поле» (Wild field).
В 1990 году принимал участие в фестивале советского искусства в г. Касселе (Германия).
В 1994 году на фестивале памяти И. Стравинского, который проходил в Бруклинской музыкальной академии, состоялась премьера «Свадебки» и «Байки про Лису, Петуха, Кота да Барана» И. Стравинского в постановке Д. В. Покровского при участии симфонического оркестра Бруклинской музыкальной академии и ансамбля Дмитрия Покровского.

## Кинематограф

### Роли
- 1977 — Аленький цветочек — стражник / мужик в деревне (нет в титрах)
- 1981 — Отпуск за свой счёт — камео с участием ансамбля
- 1987 — Крейцерова соната — Трухачевский, скрипач

### Исполнение песен и музыки
- «Туфли с золотыми пряжками» (1976), реж. Г. Юнгвальд-Хилькевич
- «Никудышная» (1980), реж. Д. Асанова
- «Отпуск за свой счёт» (1981), реж. В. Титов
- «Родня» (1981), реж. Н. Михалков
- «Старый кувшин» (мультфильм, 1982), реж. Юрий Трофимов.
- «Семён Дежнёв» (1983), реж. Н. Гусаров
- «Жизнь Клима Самгина» (1986), реж. В. Титов

### Озвучивание
- «Я к вам лечу воспоминаньем…» (1977)[12]
- «Слушается дело о… Не очень комическая опера»

### Музыкальная постановка
- «Медведь — липовая нога» м/ф (1984)
- «Соломенный жаворонок», м/ф (1980), реж. Ю. Трофимов[13]
- «Аленький цветочек» (1977), реж. И. Поволоцкая
- «Прощание» (1981), реж. Л. Шепитько (подготовительный этап) — Э. Климов
- «Мёртвые души» (1984), реж. М. Швейцер

## Театр
Музыкальное руководство спектаклями:
- «Правда — хорошо, а счастье лучше» (1978), реж. С. Юрский — Государственный академический театр им. Моссовета
- «Борис Годунов» (1982, 1986), реж. Ю. Любимов — Московский театр на Таганке
- «Повелитель мух» (1986), реж. Л. Додин — Ленинградский Малый драматический театр

## Телевидение
В 1976 г. на Центральном телевидении по сценариям Д. В. Покровского были сняты фильмы «Праздник на Печоре» и «Северные хороводы».
В 1981—1982 гг. как сценарист и ведущий работал над научно-популярными сериалами «Русские исторически песни», «Ритуалы и мифы», «Былины», «Сказы».
В 1987 г. принял участие в качестве ведущего в передаче Ленинградского телевидения «Музыкальный ринг», посвященной творчеству ансамбля.

## Педагогическая деятельность
С 1960 года преподавал игру на балалайке в ансамбле песни и пляски Московского дворца пионеров под руководством В. С. Локтева.
По окончании в 1972 году Московского государственного музыкально-педагогического института им. Гнесиных вёл в нём курс традиционных народных инструментов. Параллельно преподавал в музыкальном училище им. Октябрьской революции курс инструментовки и техники дирижирования.
Читал курсы по русской культуре в университетах США.

## Общественная деятельность
Работал в Правлении Советского Фонда культуры.
Был избран председателем Российской секции международной фольклорной организации ЮНЕСКО.
Был президентом Национального Центра традиционной культуры России.
Был консультантом в Центре этномузыки научно-исследовательского института антропологии и этнографии Российской академии наук.

## Научная деятельность
В 1970 году начал участвовать в фольклорных экспедициях по СССР. В составе ансамбля Д. В. Покровский вёл исследовательско-концертную деятельность под руководством доктора искусствоведения проф. Е. В. Гиппиуса.
В конце 1980-х годов начал работу над диссертацией на тему «Русский свадебный обряд и „Свадебка“ И. Стравинского. Проблемы композиторской интерпретации» (17.00.02 Музыкальное искусство). Работа осталась незаконченной.

## Публикации
- Д. В. Покровский. Фольклор и музыкальное восприятие // Восприятие музыки. : Сборник статей. — М.: Музыка, 1980.
- Д. В. Покровский. Среди пламени стою, песнь плачевную пою // Новый мир. — М., 1995. — № 4.
- Д. В. Покровский. Структурная стилизация в «Свадебке» И. Ф. Стравинского // И. Ф. Стравинский. : Сборник статей. — М.: Научные труды Московской государственной консерватории им. П. И. Чайковского, 1997.

### Видео
- Ансамбль Дмитрия Покровского в программе «Вокруг смеха», 1979 г.
- Музыкальный ринг с Ансамблем Дм. Покровского (1987) Архивная копия от 20 февраля 2019 на Wayback Machine
- Ансамбль народной музыки Дмитрия Покровского, „Кострома“ — фольклорная игра (обряд, притча), село  Дорожово Брянской обл. (3 декабря 1988)
- «Бомонд» с Дм. Покровским и его Ансамблем (1992) Архивная копия от 23 декабря 2016 на Wayback Machine
- Ансамбль Покровского в КЗЧ (1-е отделение концерта по случаю 75-летия Е. Т. Сапелкина). 1992 г. Архивная копия от 17 февраля 2020 на Wayback Machine
- Телефильм «МиФ Дмитрия Покровского» (1993) Архивная копия от 20 февраля 2019 на Wayback Machine
- Телефильм «„Играем“ Покровского» Архивная копия от 27 декабря 2016 на Wayback Machine
- Клуб Путешественников с Дм. Покровским (1995) Архивная копия от 3 октября 2016 на Wayback Machine
- Клуб Путешественников с Дм. Покровским и его Ансамблем (январь 1996) Архивная копия от 19 сентября 2016 на Wayback Machine
- «Голоса старого дома» ТВ фильм реж И. Калядина (1996), фрагменты. Участвуют: В. Новацкий, Д. Покровский, О. Юкечева, С. Тараканов, В. Назарити и др. Архивная копия от 12 января 2017 на Wayback Machine
- Памяти Дмитрия Покровского (2014 год) Архивная копия от 23 октября 2016 на Wayback Machine, автор О. Юкечева

### Аудио
- Ведущий: Андрей Черкизов, гости: Дмитрий Покровский и его ансамбль; Анатолий Агамиров.: . Кухня Андрея Черкизова. Эхо Москвы (10 октября 1992). — Повтор в память о Дмитрии Покровском в программе „Ойкумена — обитаемая вселенная“, 1996. Дата обращения: 28 февраля 2016. Архивировано 5 марта 2016 года.